# Luciano Guiñazú
Luciano Guiñazu (1 de noviembre de 1971, Buenos Aires, Argentina) es un exfutbolista argentino que jugó para clubes de Argentina, Chile, México y El Salvador. Actualmente es un entrenador que trabaja en las inferiores del Ferro Carril Oeste.

## Clubes

### Como jugador
| Club                        | País        | Años      |
| --------------------------- | ----------- | --------- |
| Ferro Carril Oeste          | Argentina   | 1991-1993 |
| Deportes Concepción         | Chile       | 1993-1996 |
| Ituzaingó                   | Argentina   | 1996-1997 |
| Estudiantes de Buenos Aires | Argentina   | 1997-1999 |
| Gallos de Aguascalientes    | México      | 1999-2001 |
| Correcaminos                | México      | 2001      |
| FAS                         | El Salvador | 2002-2003 |
| Lobos de Tlaxcala           | México      | 2003-2005 |

### Como entrenador
| Club               | País      | Cargo                        | Años      |
| ------------------ | --------- | ---------------------------- | --------- |
| Ferro Carril Oeste | Argentina | Entrenador de inferiores     | 2016      |
| Ferro Carril Oeste | Argentina | Ayudante de campo (interino) | 2016      |
| Ferro Carril Oeste | Argentina | Entrenador de inferiores     | 2017      |
| Ferro Carril Oeste | Argentina | Ayudante de campo (interino) | 2017-Act. |

## Títulos
- Deportes Concepción 1994 (chileno Primera B Campeonato)